# Paratamboicus
Paratamboicus is een geslacht van hooiwagens uit de familie Sclerosomatidae.
De wetenschappelijke naam Paratamboicus is voor het eerst geldig gepubliceerd door Mello-Leitão in 1940. 

## Soorten
Paratamboicus omvat de volgende 30 soorten:
- Paratamboicus albianus
- Paratamboicus aureopunctata
- Paratamboicus bicornutus
- Paratamboicus bogotensis
- Paratamboicus chilensis
- Paratamboicus cinctus
- Paratamboicus citrinus
- Paratamboicus conspersus
- Paratamboicus dubius
- Paratamboicus formosa
- Paratamboicus geniculata
- Paratamboicus granulata
- Paratamboicus iguassuensis
- Paratamboicus insperata
- Paratamboicus laevis
- Paratamboicus littoralis
- Paratamboicus luteipalpis
- Paratamboicus marmorata
- Paratamboicus marmoratus
- Paratamboicus metallicus
- Paratamboicus mexicanus
- Paratamboicus misionicus
- Paratamboicus nigripalpis
- Paratamboicus riedeli
- Paratamboicus segadasi
- Paratamboicus tenuis
- Paratamboicus tocantinus
- Paratamboicus trochanteralis
- Paratamboicus unicolor
- Paratamboicus unifasciatus